# بيت هيجان (بني سعد)

تعديل مصدري - تعديل

بيت هيجان هي إحدى قرى عزلة الجعافره الغربية بمديرية بني سعد التابعة لمحافظة المحويت، بلغ تعداد سكانها 525 نسمة حسب تعداد اليمن لعام 2004.